# Systematik der Flugsaurier
Die folgende Systematik der Flugsaurier soll einen Überblick über alle validen Gattungen dieser mesozoischen Reptilien geben. Sie stützt sich auf ein Werk des Paläontologen David M. Unwin aus dem Jahr 2006. Seitdem beschriebene Gattungen (noch nicht vollständig) werden durch Einzelbelege referenziert. Die „Langschwanzflugsaurier (Rhamphorhynchoidea)“ werden wegen ihrer Paraphylie nicht mehr als Taxon aufgeführt.
- Flugsaurier (Pterosauria)
  - Preondactylus
  - Dimorphodontidae
    - Dimorphodon
    - Peteinosaurus

  - Anurognathidae
    - Anurognathus
    - Batrachognathus
    - Dendrorhynchoides
    - Jeholopterus

  - Campylognathoididae
    - Raeticodactylus
    - Eudimorphodon
    - Campylognathoides
    - Austriadactylus

  - Rhamphorhynchidae
    - Rhamphorhynchinae
      - Angustinaripterus
      - Dearc[1]
      - Dorygnathus
      - Nesodactylus
      - Rhamphocephalus
      - Rhamphorhynchus
      - Sericipterus[1]

    - Scaphognathinae
      - Cacibupteryx
      - Harpactognathus
      - Pterorhynchus
      - Scaphognathus
      - Sordes

  - Wukongopteridae[2]
    - Wukongopterus[2]
    - Kunpengopterus[2]
    - Darwinopterus[3]
    - Changchengopterus[2]

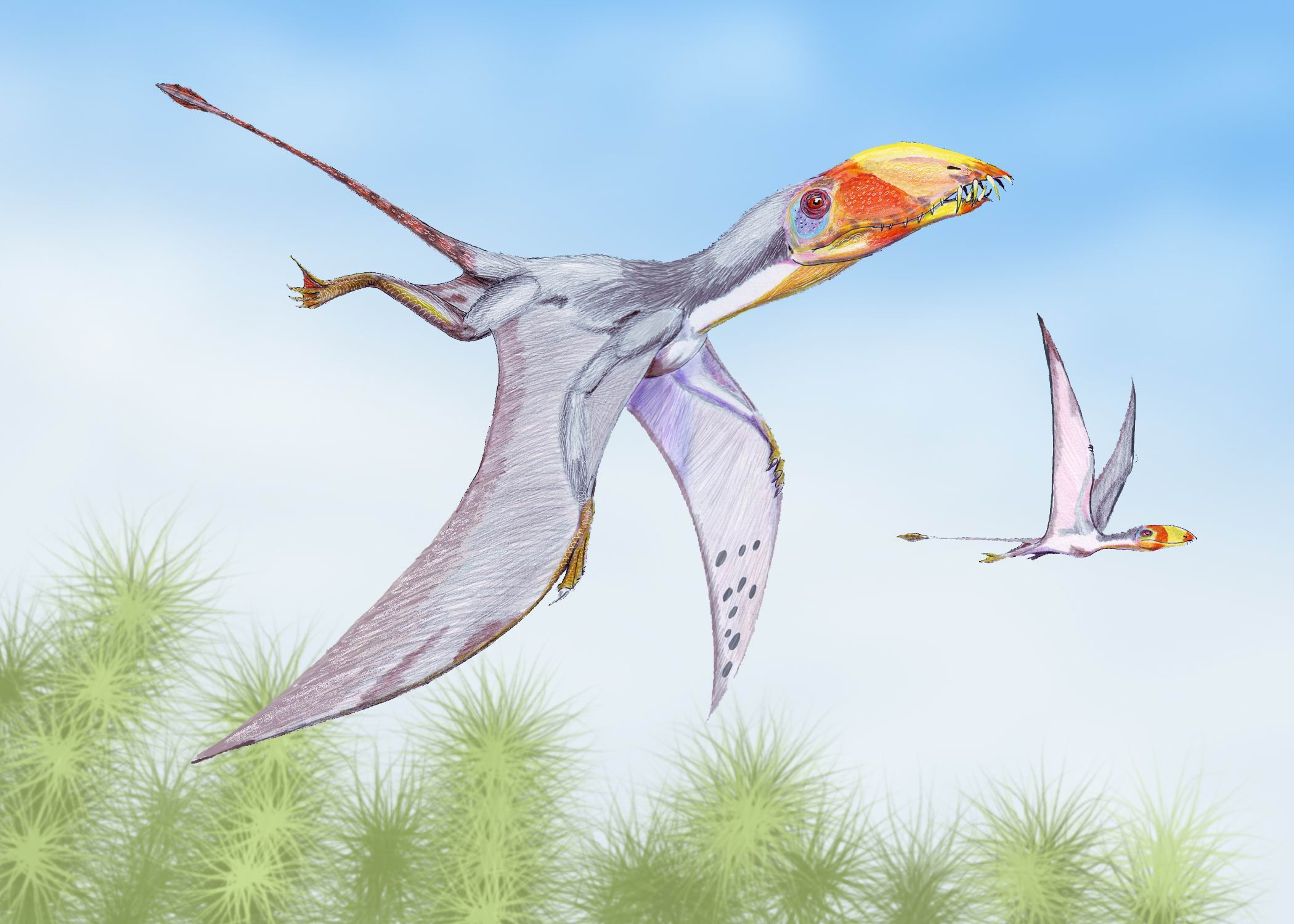
Dimorphodon

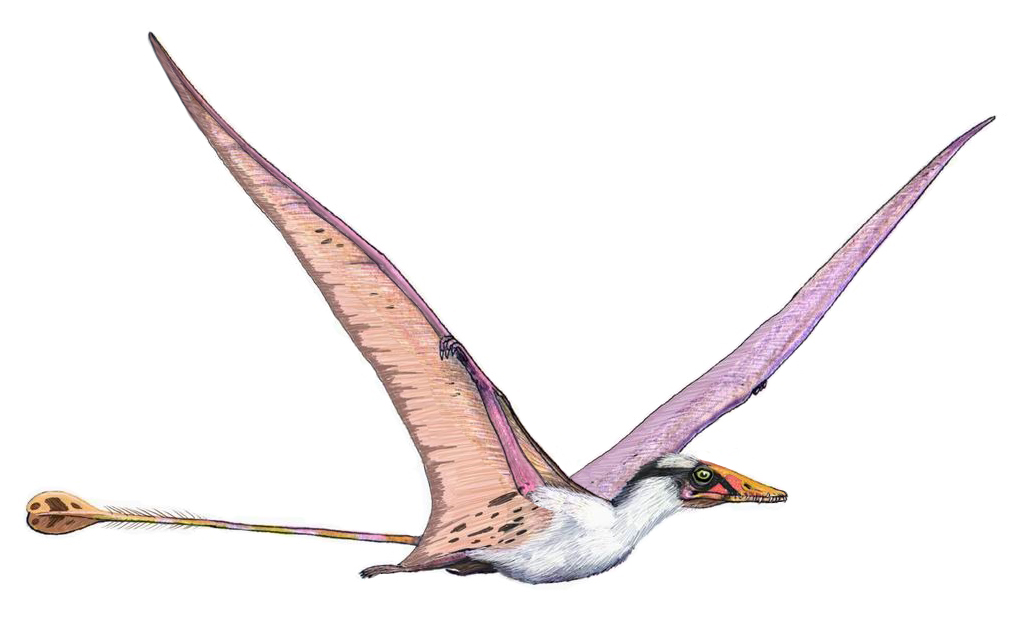
Campylognathoides

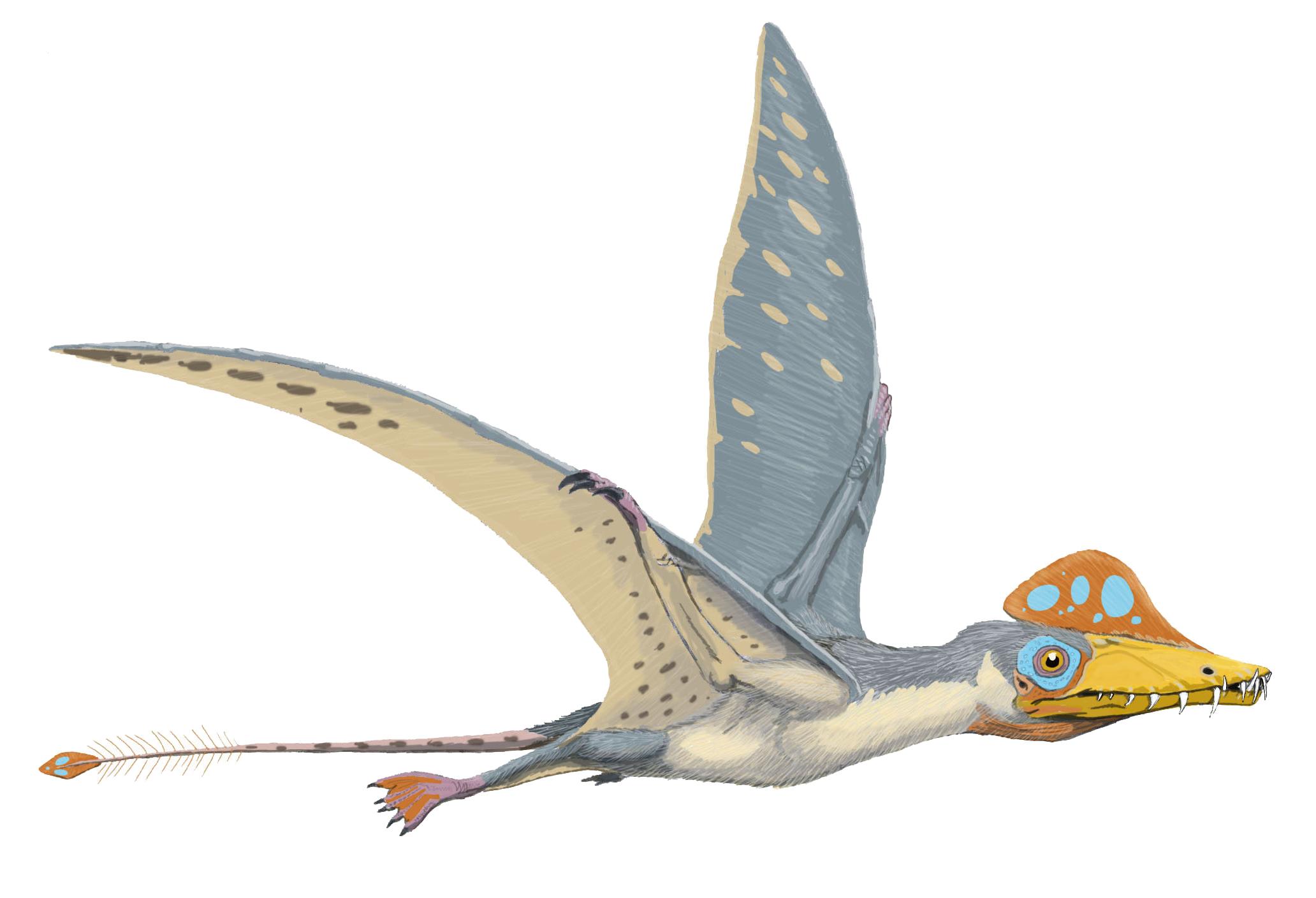
Scaphognathus

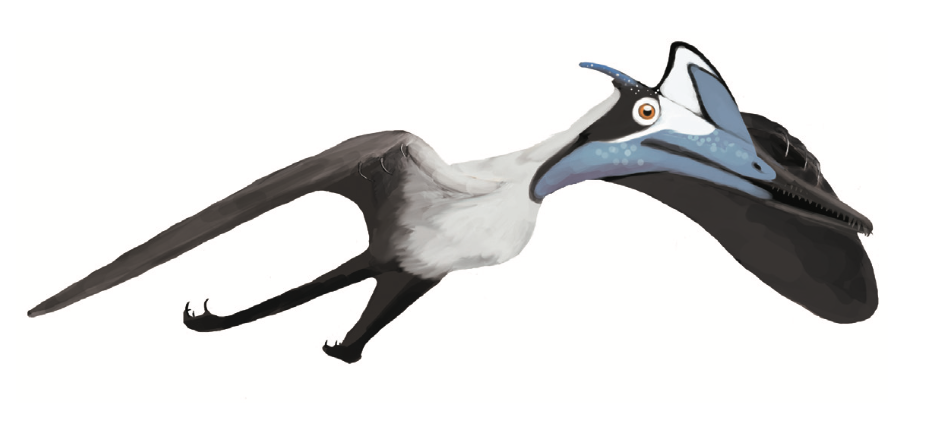
Pterodactylus

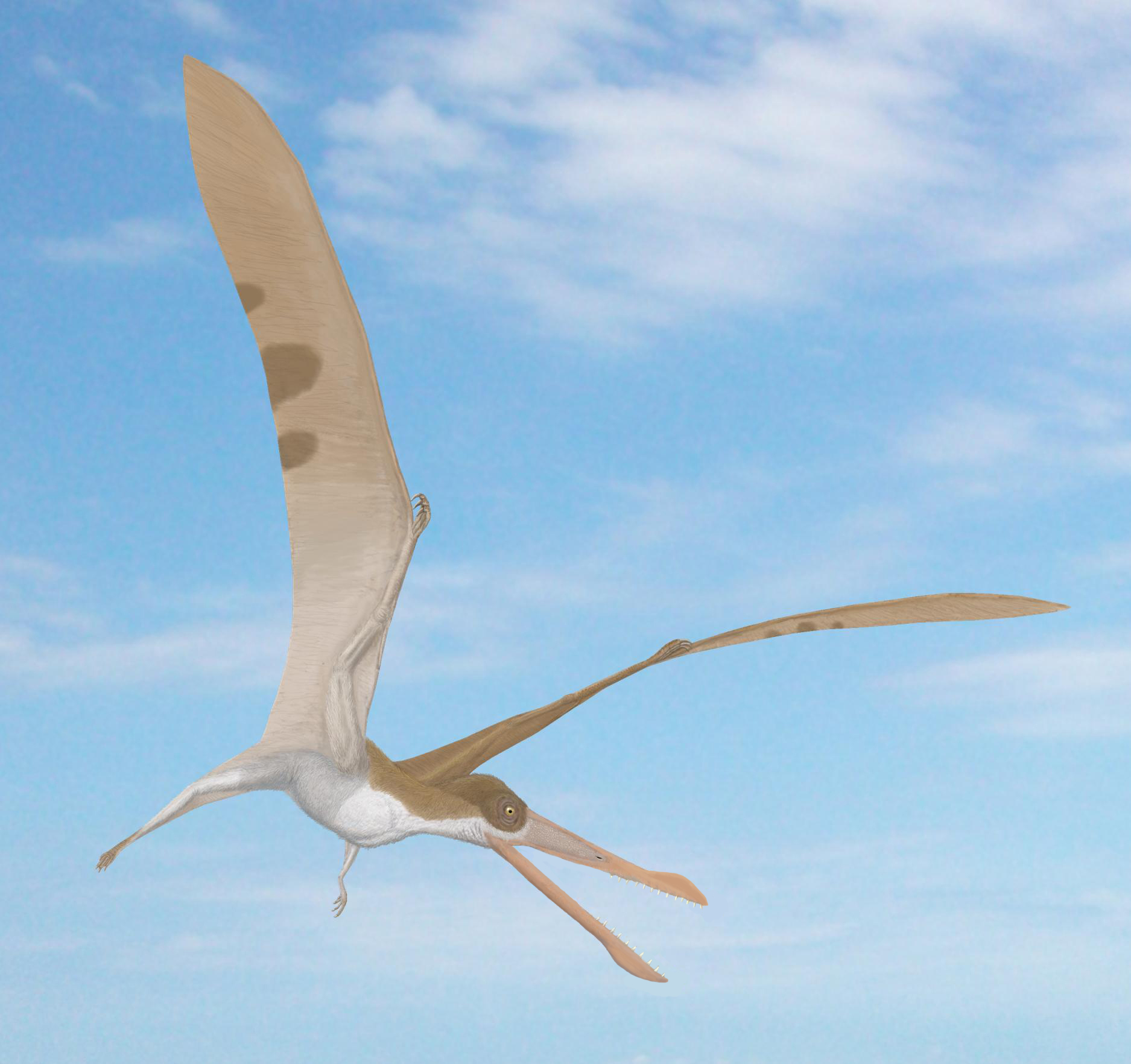
Cearadactylus

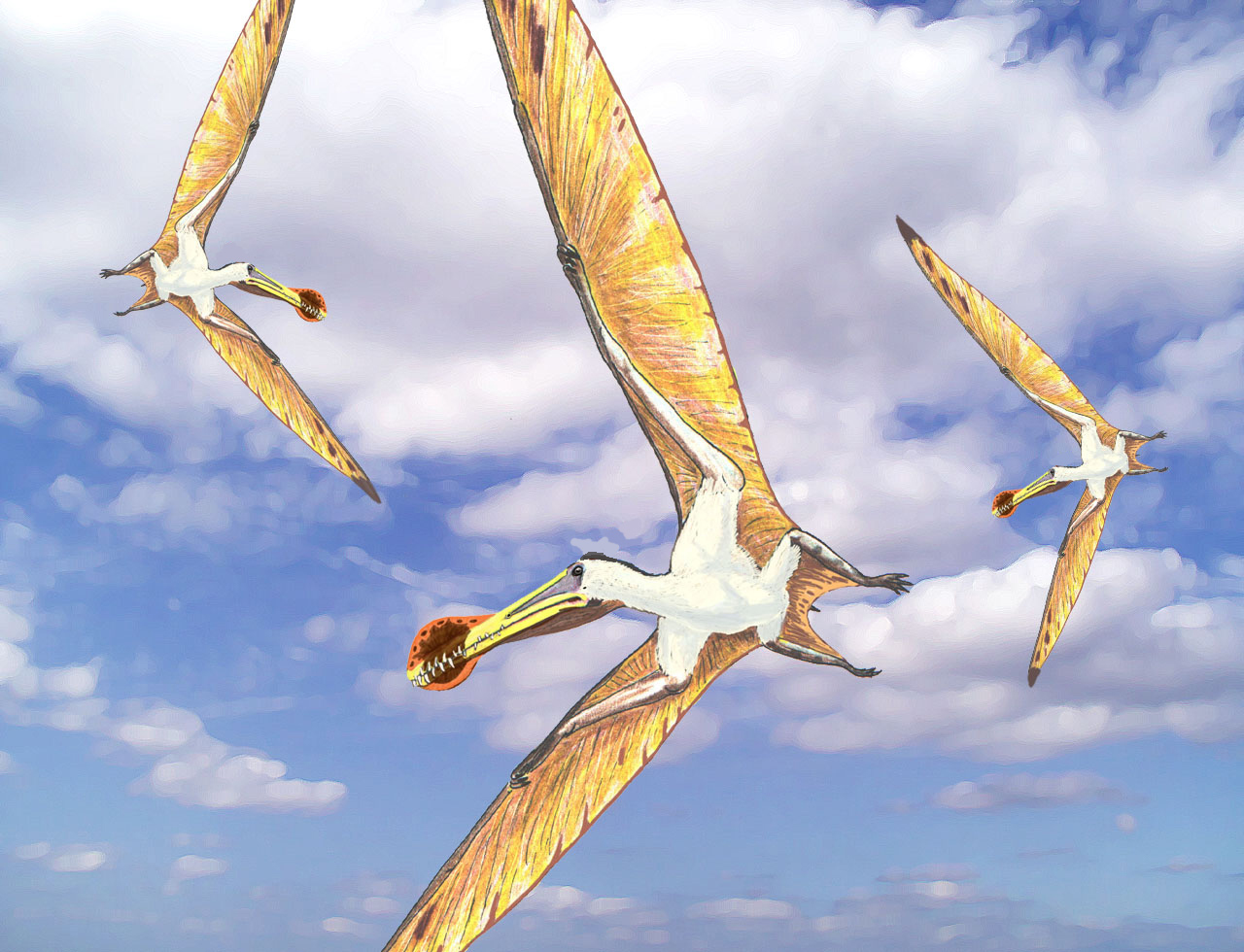
Ornithocheirus

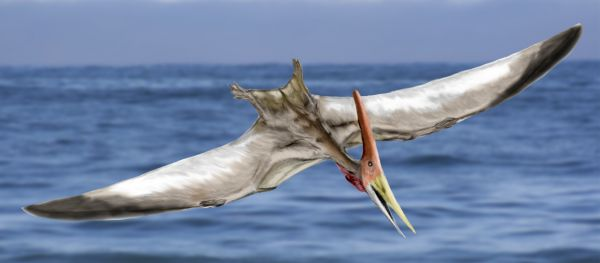
Pteranodon

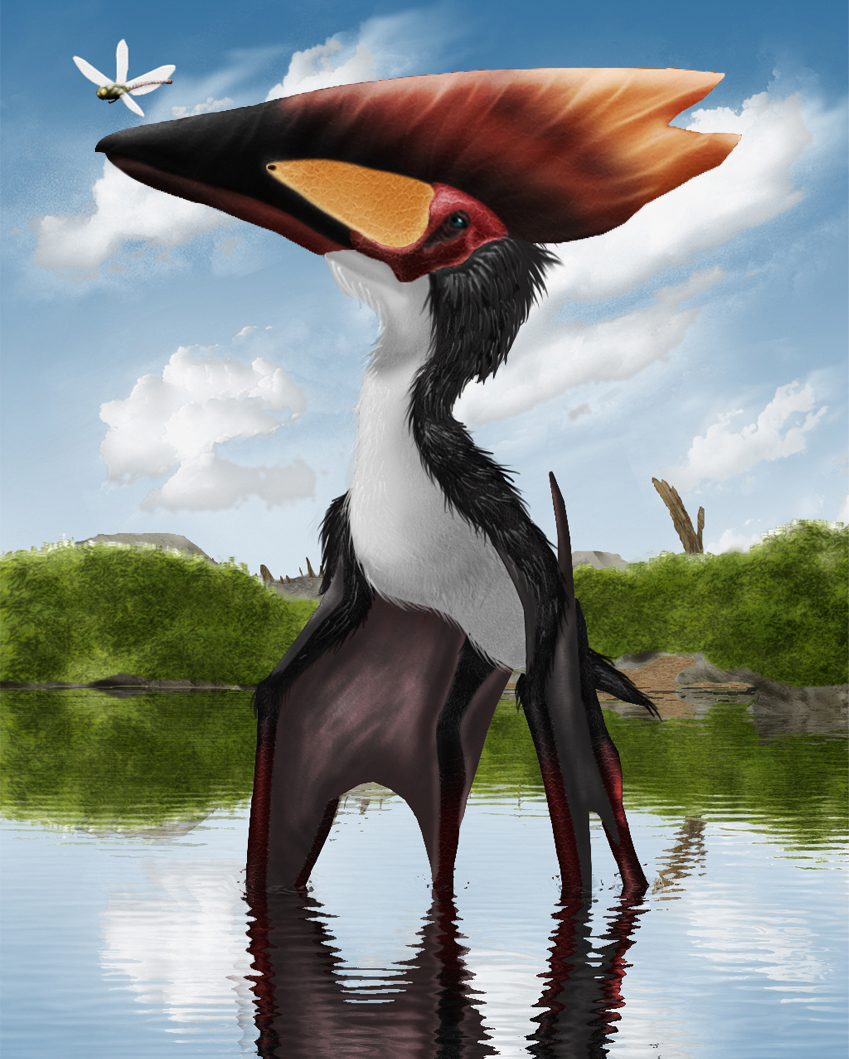
Thalassodromeus

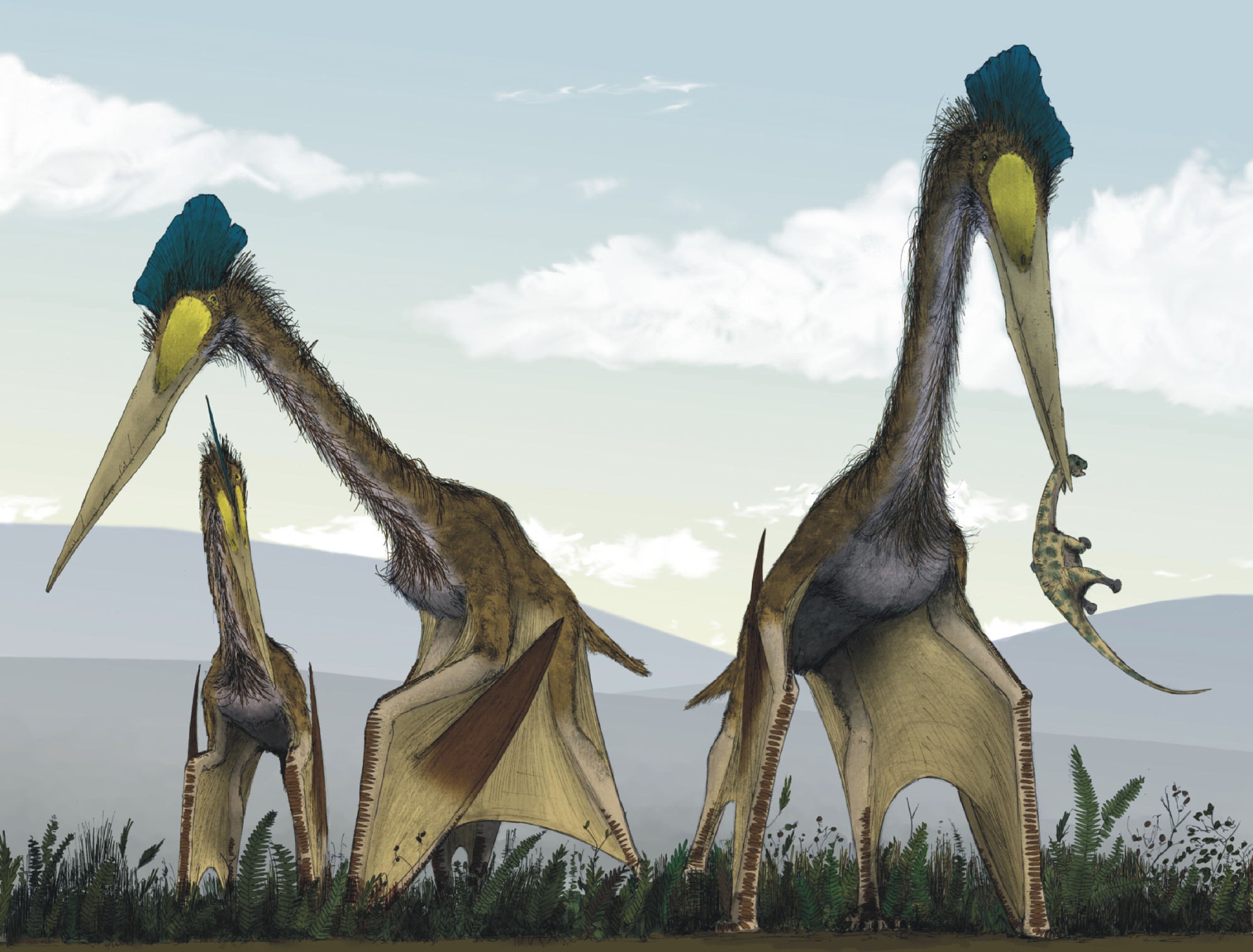
Quetzalcoatlus

  - Kurzschwanzflugsaurier (Pterodactyloidea)
    - Ctenochasmatoidea
      - Cycnorhamphus
      - Feilongus
      - Pterodactylus
      - Ctenochasmatidae
        - Elanodactylus[4]
        - Gegepterus[5]
        - Ctenochasmatinae
          - Beipiaopterus
          - Ctenochasma
          - Eosipterus
          - Pterodaustro

        - Gnathosaurinae
          - Cearadactylus
          - Gnathosaurus
          - Huanhepterus
          - Plataleorhynchus
          - "Pterodactylus" longicollum

    - Ornithocheiroidea
      - Istiodactylidae
        - Istiodactylus

      - Ornithocheiridae
        - Anhanguera
        - Arthurdactylus
        - Boreopterus
        - Brasileodactylus
        - Coloborhynchus
        - Haopterus
        - Liaoningopterus
        - Liaoxipterus
        - Ludodactylus
        - Ornithocheirus

      - Nyctosauridae
        - Nyctosaurus

      - Pteranodontidae
        - Pteranodon
        - Ornithostoma

    - Dsungaripteroidea
      - Germanodactylus
      - Herbstosaurus
      - Kepodactylus
      - Normannognathus
      - Tendaguripterus
      - Dsungaripteridae
        - Domeykodactylus
        - Dsungaripterus
        - Lonchognathosaurus
        - Noripterus
        - "Phobetor"

    - Azhdarchoidea
      - Lonchodectidae
        - Lonchodectes

      - Tapejaridae
        - Chaoyangopterus
        - Jidapterus
        - Sinopterus
        - Tapejara
        - Tupandactylus

      - Neoazdarchia
        - Tupuxuara
        - Thalassodromeus
        - Azhdarchidae
          - Arambourgiania
          - Azhdarcho
          - Bakonydraco[6]
          - Hatzegopteryx
          - Montanazhdarcho
          - Phosphatodraco
          - Quetzalcoatlus
          - Zhejiangopterus
- Flugsaurier unsicherer Zuordnung
  - Araripesaurus
  - Mesadactylus
  - Puntanipterus
  - Rhamphinion
  - Santanadactylus